# 司氏肖峭
司氏肖峭（学名：Tetragnatha streichi）为肖峭科肖峭属的动物。在中国大陆，分布于上海等地。该物种的模式产地在上海。